# Lukáš Pokorný
Lukáš Pokorný, né le 5 juillet 1993, est un footballeur international tchèque. Il évolue au poste de défenseur central aux Bohemians 1905, où il est prêté par le Slavia Prague.

## Carrière

### En club
Le 23 janvier 2017, il signe au Montpellier Hérault Sport Club en provenance du club tchèque de Slovan Liberec. Il s’engage pour trois ans et demi avec le club montpelliérain.

### En sélection
Lukáš Pokorný honore sa première sélection le 31 août 2016 lors d'un match amical contre l'Arménie.

## Statistiques
| Saison                | Club                  | Championnat           | Championnat | Championnat | Coupe(s) nationale(s) | Coupe(s) nationale(s) | Supercoupe | Supercoupe | Compétition(s) continentale(s) | Compétition(s) continentale(s) | Compétition(s) continentale(s) | Tchéquie | Tchéquie | Total | Total |
| Saison                | Club                  | Division              | M.          | B.          | M.                    | B.                    | M.         | B.         | Comp.                          | M.                             | B.                             | M.       | B.       | M.    | B.    |
| 2013-2014             | Slovan Liberec        | Gambrinus Liga        | 5           | 0           | 0                     | 0                     | -          | -          | C3                             | 0                              | 0                              | -        | -        | 5     | 0     |
| 2014-2015             | Slovan Liberec        | Synot liga            | 19          | 1           | 5                     | 0                     | -          | -          | C3                             | 0                              | 0                              | -        | -        | 24    | 1     |
| 2015-2016             | Slovan Liberec        | Synot liga            | 28          | 1           | 4                     | 0                     | 1          | 0          | C3                             | 8                              | 1                              | -        | -        | 41    | 2     |
| 2016-2017             | Slovan Liberec        | Synot liga            | 4           | 0           | -                     | -                     | -          | -          | C3                             | 4                              | 0                              | 1        | 0        | 9     | 0     |
| Total sur la carrière | Total sur la carrière | Total sur la carrière | 56          | 2           | 9                     | 0                     | 1          | 0          | -                              | 12                             | 1                              | 1        | 0        | 79    | 3     |

## Palmarès
Il remporte la Coupe de Tchéquie en 2015 avec le Slovan Liberec.